# Festival méditerranéen des nouveaux réalisateurs de Larissa
Le Festival méditerranéen des nouveaux réalisateurs (grec moderne : Μεσογειακό Φεστιβάλ Νέων Κινηματογραφιστών Λάρισας) est un festival de cinéma pour les courts-métrages se déroulant à Larissa en Grèce. Il est destiné aux réalisateurs internationaux âgés de 22 à 29 ans. Il se déroule en mars-avril.
Le festival fut créé en 1992 pour une première édition en 1993.
Parmi ses lauréats, on trouve Simon Lelouch en 1997 puis à nouveau pour 7.57 am-pm en 2010.